# Amipsias
Amipsias, en grec ancien Ἀμειψίας, est un poète comique grec du Ve siècle av. J.-C.

## Notice historique
Amipsias a composé une comédie intitulée Les joueurs de cottabe, qui n’a survécu que par fragments. On ignore le contenu de l’intrigue ; peut-être s’agissait-il de l’expédition de la bande de joueurs de cottabe ivres[Interprétation personnelle ?] qui, dans Les Acharniens d’Aristophane, enlèvent une prostituée et se trouvent à l'origine de la guerre du Péloponnèse. L'un des fragments survivants montre dans Les Deipnosophistes d’Athénée qu’une partie de cottabe était disputée pendant la pièce, aux Livres X et XI. Un extrait de sa pièce La Fronde est cité au Livre X.
Il composa également contre Socrate[réf. nécessaire], à l’instar d’Aristophane. Aux Dionysies urbaines d’Athènes, Cratinos remporte le premier prix avec sa comédie La Bouteille, Le Connos d’Amipsias arrive en deuxième position alors que la pièce Les Nuées d’Aristophane termine troisième. Vers mars-avril 414 av. J.-C. : Les Oiseaux, comédie d’Aristophane, Monotropos, comédie de Phrynichos et Les Bambocheurs d’Amipsias sont jouées aux Grandes Dionysies à Athènes, et c’est Amipsias qui gagne. Athénée parle de sa pièce Connos, dans laquelle il ne compte pas le sophiste Protagoras parmi ceux qui tenaient école publique à Athènes[pas clair], entre autres détails[évasif],,, et un fragment d’une pièce intitulée Vorace[pas clair].